# Avenida de la Almozara
La avenida de la Almozara es una de las principales avenidas del barrio de La Almozara en Zaragoza (Aragón). La avenida recorre el barrio, desde la Plaza de Europa hasta la calle de Francia. Esta avenida discurre en dirección inversa a la Avenida de Pablo Gargallo.
En esta avenida se encuentra el Colegio Jeronimo Zurita, la sociedad deportiva Tiro de Pichón y el club deportivo El Soto.

## Historia

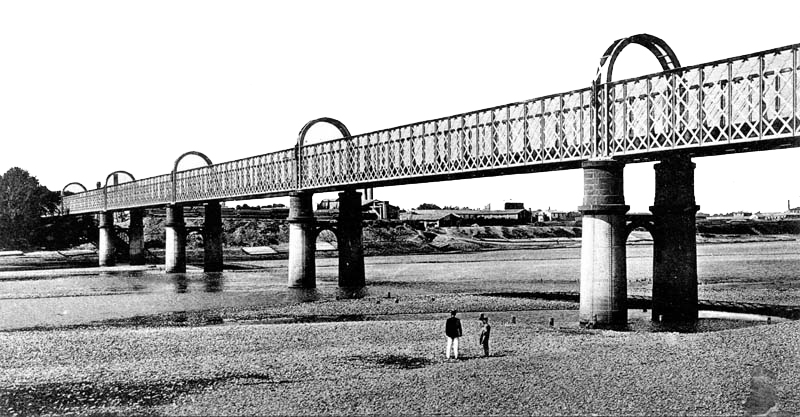
Puente de la Almozara en 1880

La avenida antiguamente recibía el nombre de camino de La Almozara, y llegaba hasta casi el Parque Deportivo Ebro. Posteriormente se asfaltó hasta la calle de Francia y denominándose así Avenida de La Almozara. Se denominaba camino al trozo desde la calle de Francia hasta casi el Parque Deportivo Ebro, atravesando una arboleda y yendo a la ribera del río Ebro. Este camino hoy en día no existe debido a las obras de la Exposición Internacional de 2008.
Esta avenida es la más antigua de La Almozara. Tenía un paso a nivel en la entrada donde durante años se ubicó La Química (industria química). El barrio se llamó popularmente La Química.
- Datos: Q5714225